# Guraleus thornleyanus
Guraleus thornleyanus é uma espécie de gastrópode do gênero Guraleus, pertencente a família Mangeliidae.